# Rutenhirse
Die Rutenhirse (Panicum virgatum, englisch switchgrass) ist ein in den Ebenen Nordamerikas beheimatetes Präriegras. Die Rutenhirse ist „Staude des Jahres 2020“.

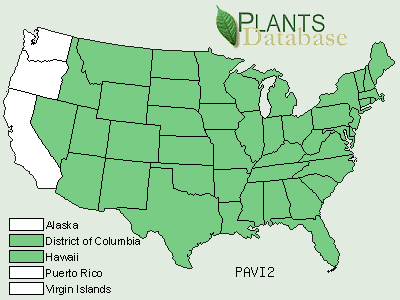
Verbreitung der Rutenhirse in den USA

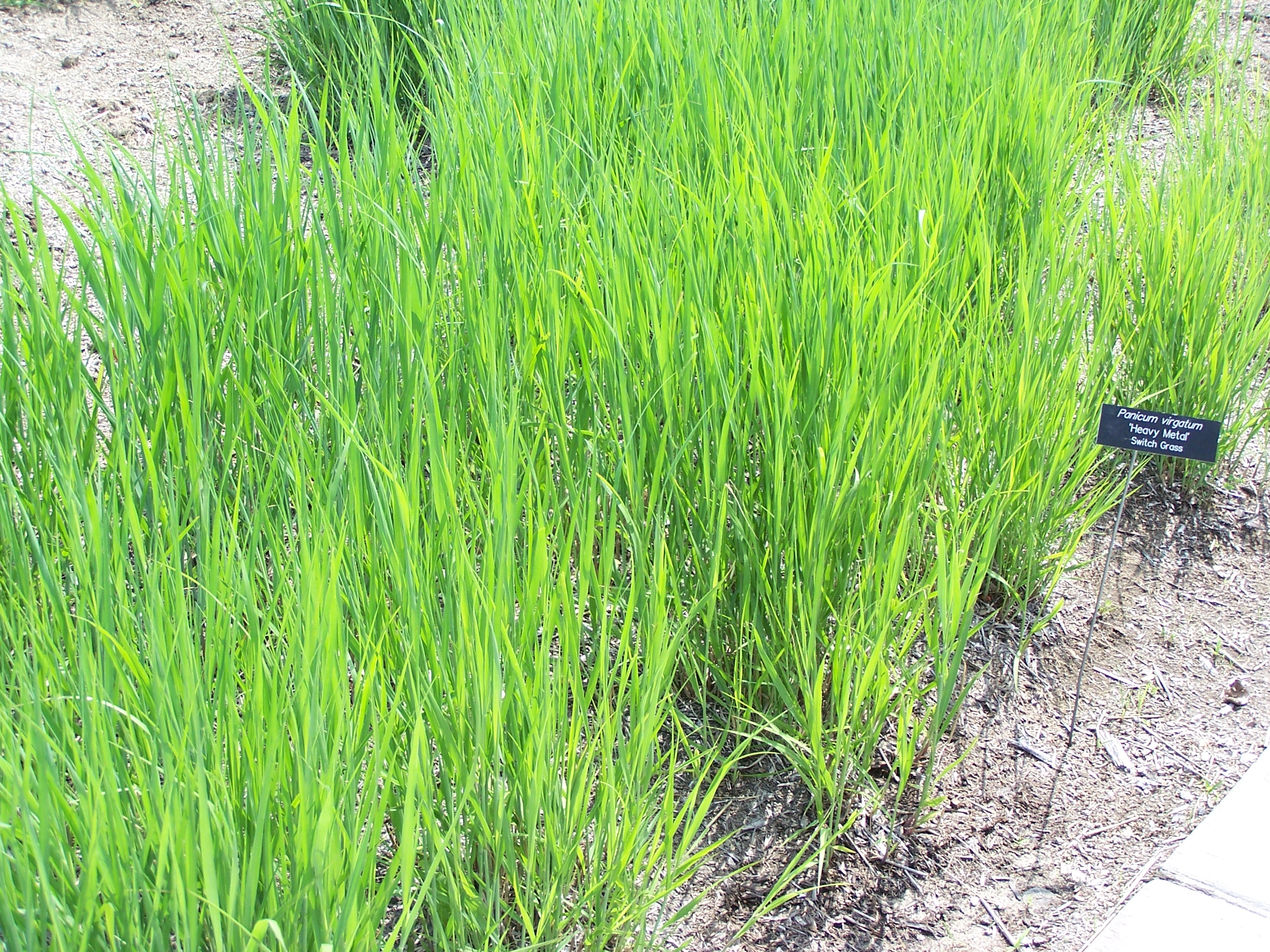
Panicum virgatum 'Heavy Metal' im Frühsommer

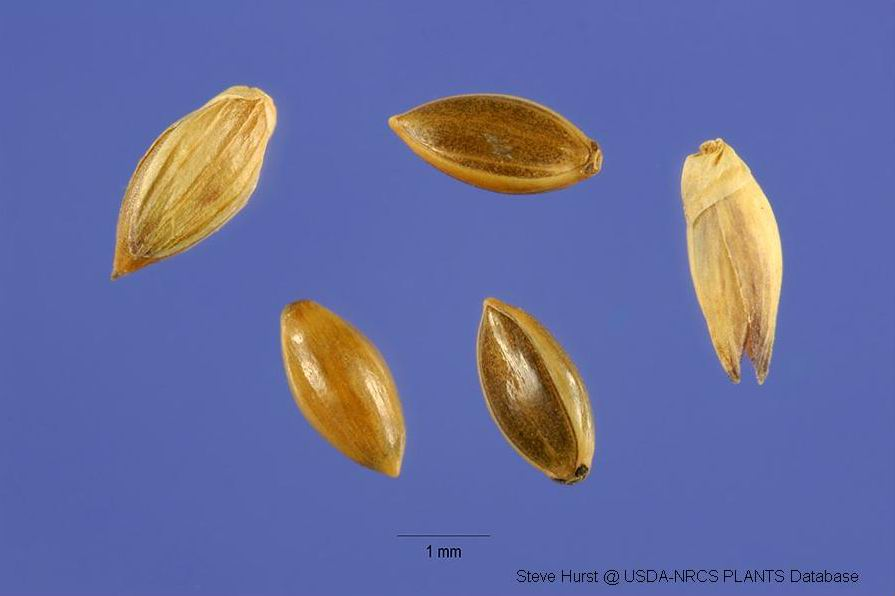
Samen der Rutenhirse

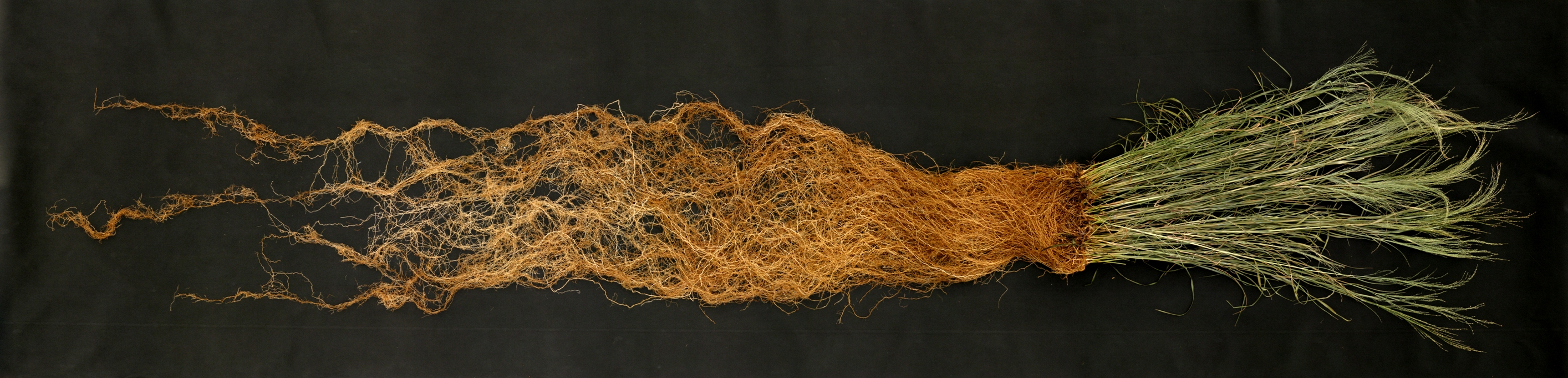
Wurzelsystem der Rutenhirse (The Land Institute, Salina, Kansas)

## Beschreibung
Die Rutenhirse ist eine mehrjährige krautige Pflanze, die Wuchshöhen von 0,5–2,5 Meter erreicht. Sie hat rötliche Halme mit rundem Querschnitt und kann von anderen Präriegräsern durch die weiße Behaarung am Ansatzpunkt der Blätter unterschieden werden. Die Blätter sind 20 bis 40 cm lang und 0,3 bis 1,5 cm breit. Die Blütenstände sind endständige Ähren. Die Rutenhirse bildet unterirdische Rhizome.
Die Chromosomenzahl beträgt 2n = 36, seltener 54.

## Vorkommen
Die Rutenhirse kommt ursprünglich von Nordamerika bis Honduras, auf den Bermudainseln und auf Kuba vor. In Großbritannien, Belgien, den Niederlanden, Deutschland und Österreich, in Indien, Ostasien und in Brasilien ist sie ein Neophyt. In Mitteleuropa wurde sie als unbeständig verwildert in Belgien, in den Niederlanden, in der Schweiz, in Nieder- und Oberösterreich, in Bayern, Berlin-Brandenburg, Niedersachsen und Nordrhein-Westfalen beobachtet.

## Nutzung
Die Rutenhirse ist eine C4-Pflanze, was sie widerstandsfähiger gegen Trockenheit macht. Pro Quadratmeter können bis zu 700 Pflanzen angebaut werden. Sie ist in den USA ein wichtiges Weidegras und wird auch zum Schutz vor Bodenerosion angepflanzt; so bildet ein Grashalm ca. 4 Meter Wurzeln aus und ist damit in der Lage, auch in vertrocknetem Zustand (was in dem sehr trockenen Klima des natürlichen Vorkommens häufig der Fall ist), den sandigen Boden zu binden. Zusammen mit anderen Präriegräsern stellt die Pflanze die Hauptnahrung der in der Prärie beheimateten nordamerikanischen Bisons dar; außerdem ist sie ein vielversprechender Kandidat für die Herstellung von Cellulose-Ethanol oder biologisch abbaubaren Kunststoffen.
In Europa werden verschiedene Sorten der Rutenhirse als Zierpflanzen verwendet:
- Panicum virgatum 'Hänse Herms': rotbräunliche, 50 bis 80 cm hohe, horstende Pflanze
- Panicum virgatum 'Heavy Metal': graugrüne, 100 bis 120 cm hohe Pflanze
- Panicum virgatum 'Heiliger Hain': 80 cm hohe Pflanze mit bläulich-grün-violettem Laub
- Panicum virgatum 'Rehbraun': 80 cm hohe Pflanze mit rotbraunen Blättern
- Panicum virgatum 'Strictum': 150 bis 180 cm hohe, bräunlich gefärbte Pflanze, im Herbst gelblich

## Synonyme
Bekannte Synonyme sind:
- Chasea virgata (L.) Nieuwland
- Milium virgatum (L.) Lunell
- Panicum giganteum Scheele
- Panicum glaberri-mum Steudel
- Panicum purinisum Bernhardi ex Trinius.